# World Grand Prix 1999
Il VII World Grand Prix di pallavolo femminile si è svolto dal 13 al 29 agosto 1999. Dopo la fase a gironi che si è giocata dal 13 al 22 agosto, la fase finale, a cui si sono qualificate le prime tre squadre nazionali classificate nella fase a gironi, più la Cina, paese ospitante, si è svolta dal 27 al 29 agosto a Yu Xi, in Cina. La vittoria finale è andata per la seconda volta alla Russia.

## Squadre partecipanti

### Asia
- Cina
- Corea del Sud
- Giappone

### Europa
- Italia
- Paesi Bassi
- Russia

### America
- Brasile
- Cuba

## Fase a gironi

### Primo week-end
| Girone A                                    | Girone B                                         |
| ------------------------------------------- | ------------------------------------------------ |
| Sede: Macao Brasile Cina Italia Paesi Bassi | Sede: Genting Corea del Sud Cuba Giappone Russia |

### Secondo week-end
| Girone C                                        | Girone D                                       |
| ----------------------------------------------- | ---------------------------------------------- |
| Sede: Fengshan Cina Giappone Paesi Bassi Russia | Sede: Manila Brasile Corea del Sud Cuba Italia |

## Fase finale

### Finali 1º e 3º posto
|  | Semifinali | Semifinali | Semifinali |        |         | Finale 1º/2º posto | Finale 1º/2º posto | Finale 1º/2º posto |  |
|  |            |            |            |        |         |                    |                    |                    |  |
|  | Cina       | Cina       | 1          |        |         |                    |                    |                    |  |
|  | Cina       | Cina       | 1          |        |         |                    |                    |                    |  |
|  | Russia     | Russia     | 3          |        |         |                    |                    |                    |  |
|  | Russia     | Russia     | 3          |        | Brasile | Brasile            | 0                  |                    |  |
|  |            |            |            |        | Brasile | Brasile            | 0                  |                    |  |
|  |            |            | Russia     | Russia | 3       |                    |                    |                    |  |
|  | Brasile    | Brasile    | Russia     | Russia | 3       | 3                  |                    |                    |  |
|  | Brasile    | Brasile    |            |        |         | 3                  |                    |                    |  |
|  | Italia     | Italia     | 1          |        |         | Finale 3º/4º posto | Finale 3º/4º posto | Finale 3º/4º posto |  |
|  | Italia     | Italia     | 1          |        |         |                    |                    |                    |  |
|  |            |            |            |        |         |                    |                    |                    |  |
|  |            |            |            |        |         | Italia             | Italia             | 1                  |  |
|  |            |            |            |        |         | Italia             | Italia             | 1                  |  |
|  |            |            |            |        |         | Cina               | Cina               | 3                  |  |

## Classifica finale
| Classifica | Squadre       |
| ---------- | ------------- |
|            | Russia        |
|            | Brasile       |
|            | Cina          |
| 4          | Italia        |
| 5          | Cuba          |
| 6          | Corea del Sud |
| 7          | Giappone      |
| 8          | Paesi Bassi   |